# لينوس ثورنبلاد
لينوس ثورنبلاد (بالسويدية: Linus Thörnblad) مواليد 6 مارس 1985 في لوند، محافظة اسكونه، هو لاعب قفز عالي سويدي. أفضل رقم شخصي له هو 2.34 م. مثل بلاده في الأولمبياد.

## سجل المنافسة
| العام       | المسابقة                                    | المكان                              | المركز      | ملاحظة      |             |
| يمثل السويد | يمثل السويد                                 | يمثل السويد                         | يمثل السويد | يمثل السويد | يمثل السويد |
| ----------- | ------------------------------------------- | ----------------------------------- | ----------- | ----------- | ----------- |
| 2002        | بطولة العالم للناشئين لألعاب القوى 2002     | كينغستون، جامايكا                   | 17          | 2.15 م      |             |
| 2004        | بطولة العالم للناشئين لألعاب القوى 2004     | غروسيتو، إيطاليا                    | 4           | 2.21 م      |             |
| 2004        | الألعاب الأولمبية الصيفية 2004              | أثينا، اليونان                      | 24          | 2.20 م      |             |
| 2005        | بطولة أوروبا لألعاب القوى داخل الصالات 2005 | مدريد، إسبانيا                      | 20          | 2.18 م      |             |
| 2005        | بطولة أوروبا لألعاب القوى تحت 23 سنة 2005   | إرفورت، ألمانيا                     | 10          | 2.21 م      |             |
| 2006        | بطولة العالم لألعاب القوى داخل الصالات 2006 | موسكو، روسيا                        | 3           | 2.33 م      |             |
| 2006        | بطولة أوروبا لألعاب القوى 2006              | غوتنبرغ، السويد                     | 4           | 2.34 م      |             |
| 2006        | نهائي ألعاب القوى العالمي 2006              | شتوتغارت، ألمانيا                   | 1           | 2.33 م      |             |
| 2007        | بطولة أوروبا لألعاب القوى داخل الصالات 2007 | برمنغهام (إنجلترا)، المملكة المتحدة | 2           | 2.32 م      |             |
| 2007        | بطولة أوروبا لألعاب القوى تحت 23 سنة 2007   | دبرتسن، المجر                       | 1           | 2.24 م      |             |
| 2007        | بطولة العالم لألعاب القوى 2007              | أوساكا، اليابان                     | 15          | 2.16 م      |             |
| 2007        | نهائي ألعاب القوى العالمي 2007              | شتوتغارت، ألمانيا                   | 3           | 2.27 م      |             |
| 2008        | الألعاب الأولمبية الصيفية 2008              | بكين، الصين                         | 26          | 2.20 م      |             |
| 2009        | بطولة أوروبا لألعاب القوى داخل الصالات 2009 | تورينو، إيطاليا                     | 20          | 2.17 م      |             |
| 2009        | بطولة العالم لألعاب القوى 2009              | برلين، ألمانيا                      | 5           | 2.23 م      |             |
| 2010        | بطولة أوروبا لألعاب القوى 2010              | برشلونة، إسبانيا                    | 4           | 2.29 م      |             |

## روابط خارجية
- لينوس ثورنبلاد على موقع الاتحاد الدولي لألعاب القوى (الإنجليزية)
- لينوس ثورنبلاد على موقع الدوري الماسي (الإنجليزية)
- لينوس ثورنبلاد على موقع اللجنة الأولمبية الدولية (الإنجليزية)
- لينوس ثورنبلاد على موقع أوليمبيديا (الإنجليزية)
- لينوس ثورنبلاد على موقع اللجنة الأولمبية السويدية (السويدية)